# Allure of the Seas (schip, 2010)
De Allure of the Seas is een schip van Royal Caribbean Cruises.

## Project Genesis
De Allure of the Seas behoort tot de Oasis-klasse, die onderdeel uitmaakt van Project Genesis. Project Genesis heeft als doel om grotere cruiseschepen te ontwerpen en te bouwen. De Allure of the Seas is het zusterschip van de Oasis of the Seas. De Allure of the Seas werd bijna gelijktijdig gebouwd, maar werd een paar maanden later opgeleverd. Het schip kan 6318 passagiers herbergen. Voor al deze mensen zijn circa 2400 bemanningsleden beschikbaar. Er zijn 2706 scheepshutten.

### Indeling
Het schip telt 16 passagiersdekken. Deze dekken zijn ingedeeld in de vorm van buurten uit bekende steden. Elk dek heeft zijn eigen sfeer, gerelateerd aan de betreffende stad.

## Foto's

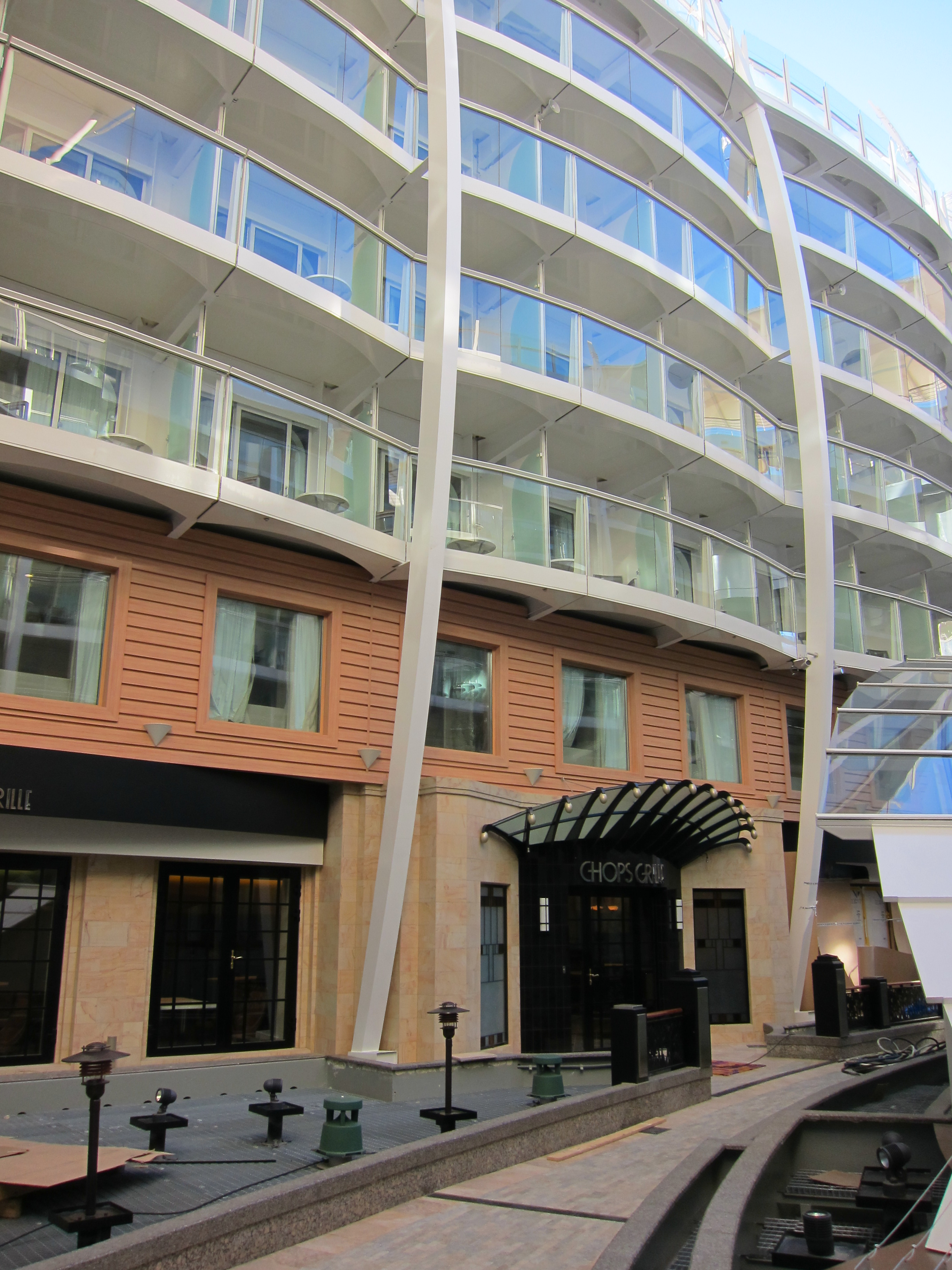
Aan boord
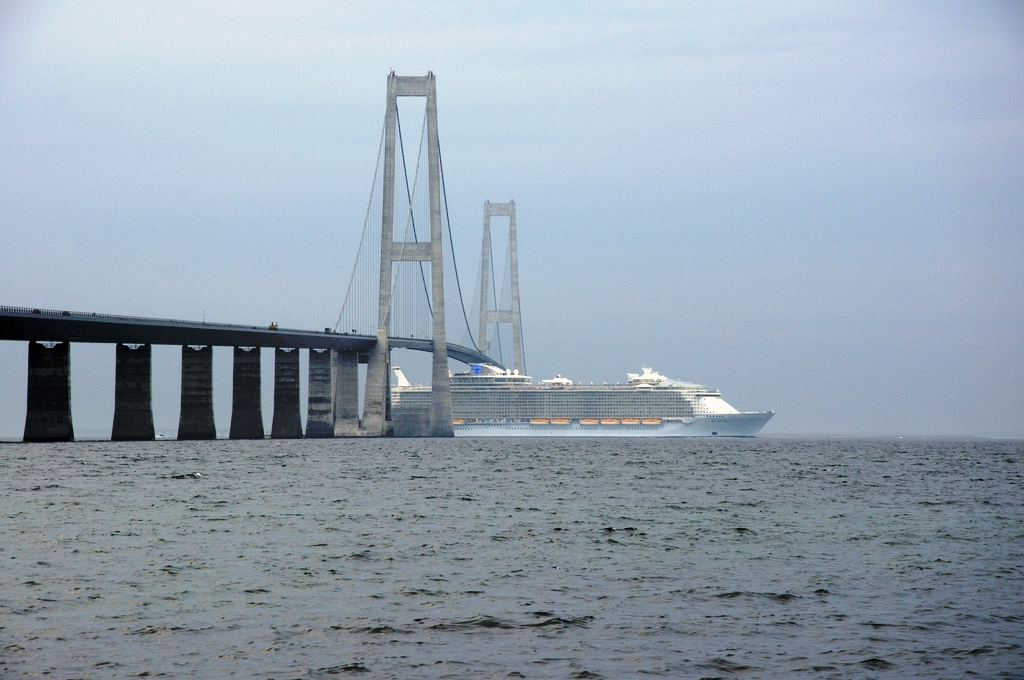
Bij het passeren van de Deense Storebaeltbrug